# Neocyttus acanthorhynchus
Neocyttus acanthorhynchus är en fiskart som beskrevs av Regan, 1908. Neocyttus acanthorhynchus ingår i släktet Neocyttus och familjen Oreosomatidae. Inga underarter finns listade i Catalogue of Life.